# Espírito Santo do Dourado
Espírito Santo do Dourado è un comune del Brasile nello Stato del Minas Gerais, parte della mesoregione del Sul e Sudoeste de Minas e della microregione di Pouso Alegre.